# Wooah
Wooah (en hangul, 우아!; romanización revisada, Ua!; estilizado en mayúsculas; anteriormente conocido como woo!ah!) es un grupo musical femenino surcoreano formado por H Music Entertainment. Está compuesto por cinco miembros: Nana, Wooyeon, Sora, Lucy y Minseo. El grupo debutó el 13 de mayo de 2020.

## Historia
El 20 de marzo de 2020, se anunció el grupo femenino woo!ah!, y se reveló que el grupo musical será producido por el director de H Music Entertainment, Han Ji-seok, y el director ejecutivo Kim Kyu-sang. Han es un experto en la industria del entretenimiento en el extranjero y ha trabajado en empresas como SM Entertainment y Kakao M, mientras que Kim es director creativo y ha producido y ha dirigido a una gran cantidad de artistas coreanos.

### 2020: Debut conExclamation, salida de Songyee yQurious
El 24 de abril, se publicó la fecha de lanzamiento del álbum debut del grupo musical, Exclamation. Posteriormente, se pubicaron imágenes y videos teaser individuales para cada una de las miembros en orden: Wooyeon, Minseo, Lucy, Songyee, Sora y Nana. El grupo debutó el 13 de mayo a través de una audición de prensa, pero el lanzamiento del álbum sencillo Exclamation y el video musical de la canción principal e homónima woo!ah! se retrasó hasta el 15 de mayo, con el fin de mostrar más integridad en el grupo a través de mejoras en ambos lanzamientos.
El 14 de agosto, NV Entertainment anunció que la miembro Songyee abandonaría el grupo por razones personales.
El grupo hizo su primer comeback el 24 de noviembre, con su segundo álbum sencillo Qurious. El grupo realizó una audición de prensa y una audición de regreso para el lanzamiento del álbum sencillo el día anterior.

### 2021–2022: Regreso conWish, "Catch the Stars",JoyyPit-a-Pat
El 7 de mayo de 2021, a través de las redes sociales oficiales de Woo!ah! y varios sitios de noticias, se anunció que el 27 de mayo de ese mismo año publicarían su tercer álbum sencillo Wish. Este nuevo lanzamiento cuenta con 3 canciones: «Scaredy Cat», «Purple» [canción principal] y «Pandora».
El 4 de enero de 2022, el grupo lanzó su primer sencillo digital de prelanzamiento titulado "Catch the Stars".
El 9 de junio de 2022, el grupo lanzó su primer EP Joy y su sencillo principal "Danger". El sencillo anterior del grupo, "Catch the Stars", también se incluyó en el EP.
El 16 de noviembre de 2022, el grupo lanzó su cuarto álbum sencillo Pit-a-Pat y su canción principal "Rollercoaster".

### 2023:Queendom Puzzle
Los miembros Nana y Wooyeon han participado en el programa de competencia de telerrealidad Queendom Puzzle de Mnet. Nana finalmente terminó en segundo lugar, colocándola en la alineación final del supergrupo El7z Up, mientras que Wooyeon terminó en noveno lugar.

### 2024: «Blush», cambio de nombre,Unframedy «Shining on You»
El 22 de marzo, SSQ Entertainment anunció oficialmente: «Woo!ah! Está planeando regresar en abril». 
En el cumpleaños de Lucy, el pasado 8 de abril de 2024, subieron la canción «Blush», un prelanzamiento de su segundo EP, Unframed. Tras el lanzamiento del sencillo, el nombre del grupo fue cambiado a Wooah.
A principios de Junio fue anunciado su segundo EP y su lanzamiento oficial fue el 17 de junio de 2024, teniendo como canción principal a «Pom Pom Pom».
El 16 de julio fue publicado el sencillo digital «Shining on You», que sirvió como tema musical para el concurso internacional Talk Talk Korea 2024, que fue organizado por el Ministerio de Cultura, Deporte y Turismo de Corea.

## Discografía

### EP
| Título   | Detalles | Posicionamiento en listas | Ventas |
| Título   | Detalles | KOR                       | Ventas |
| -------- | --- | ------------------------- | ------ |
| Joy      | - Lanzamiento: 9 de junio de 2022 - Discográfica: NV Entertainment, Kakao Entertainment - Formatos: CD, descarga digital, streaming Lista de canciones 1. «Danger» (단거) 2. «Joyride» 3. «Go Away» 4. «Switch Up» 5. «Straight Up» 6. «Catch the Stars» (별 따러 가자)                                                  | 13                        |        |
| Unframed | - Lanzamiento: 17 de junio de 2024 - Discográfica: SSQ Entertainment, Kakao Entertainment - Formatos: CD, descarga digital, streaming Lista de canciones 1. «I'll Tell You» (내가 다 해보고 말해줄게) 2. «Polaroid» 3. «Pom Pom Pom» 4. «Blush» 5. «Girls Love Boys» (소녀... 소년을 만나다) 6. «Pom Pom Pom» (ver. EDM) | 15                        |        |

### Álbumes sencillo
| Título      | Detalles | Posicionamiento en listas | Ventas       |
| Título      | Detalles | KOR                       | Ventas       |
| ----------- | --- | ------------------------- | ------------ |
| Exclamation | - Lanzamiento: 15 de mayo de 2020 - Discográfica: NV Entertainment, Kakao M - Formatos: CD, descarga digital, streaming Lista de canciones 1. «Woo!ah!» (우아!) 2. «Payday»                                   | 20                        | - KOR: 4 608 |
| Qurious     | - Lanzamiento: 24 de noviembre de 2020 - Discográfica: NV Entertainment, Kakao M - Formatos: CD, descarga digital, streaming Lista de canciones 1. «Round & Round» (빙빙빙) 2. «Bad Girl» 3. «I Don't Miss U» | 33                        |              |
| Wish        | - Lanzamiento: 27 de mayo de 2021 - Discográfica: NV Entertainment, Kakao Entertainment - Formatos: CD, descarga digital, streaming Lista de canciones 1. «Scaredy Cat» (겁쟁이) 2. «Purple» 3. «Pandora»     | 10                        |              |
| Pit-a-Pat   | - Lanzamiento: 16 de noviembre de 2022 - Discográfica: NV Entertainment, Kakao Entertainment - Formatos: CD, descarga digital, streaming Lista de canciones 1. «Rollercoaster» 2. «Love Thing»                | 19                        |              |

### Sencillos
| Título            | Año  | Posicionamiento en listas | Álbum       |
| Título            | Año  | KOR Down.                 | Álbum       |
| ----------------- | ---- | ------------------------- | ----------- |
| «Woo!ah!» (우아!) | 2020 | —                         | Exclamation |
| «Bad Girl»        | 2020 | —                         | Qurious     |
| «Purple»          | 2021 | —                         | Wish        |
| «Catch the Stars» | 2022 | —                         | Joy         |
| «Danger»          | 2022 | —                         | Joy         |
| «Rollercoaster»   | 2022 | —                         | Pit-a-Pat   |
| «Blush»           | 2024 | —                         | Unframed    |
| «Pom Pom Pom»     | 2024 | —                         | Unframed    |

### Sencillos promocionales
| Título           | Año  | Álbum     |
| ---------------- | ---- | --------- |
| «Shining Bright» | 2021 | Sin álbum |
| «Shining on You» | 2024 | Sin álbum |

## Premios y nominaciones
| Año  | Organización            | Categoría                    | Receptor | Resultado | Ref.   |
| ---- | ----------------------- | ---------------------------- | -------- | --------- | ------ |
| 2020 | Mnet Asian Music Awards | Mejor nueva artista femenina | Woo!Ah!  | Pendiente | [ 29 ] |
| 2020 | Mnet Asian Music Awards | Artista del Año              | Woo!Ah!  | Pendiente | [ 29 ] |
| 2020 | Mnet Asian Music Awards | Icono global del año         | Woo!Ah!  | Pendiente | [ 29 ] |